# آهسته برو آهسته بیا
آهسته برو آهسته بیا (آسه برو آسه بیا یا آسته برو آسته بیا) نوعی بازی سنتی ایرانی است که بین کودکان رواج داشته‌است و برای سنجش هوش کودکان مفید بوده‌است. در این بازی دو دسته کودک که هرکدام یک سردسته (سالار) داشت در فاصله کمی روبروی هم می‌نشستند و دو سنگ بین آنها روی هم قرار داده می‌شد. سالار دسته فعال (برنده) اسامی چند حیوان (شیر، پلنگ و غیره) را در گوش افراد خود می‌خواند و به این ترتیب به آنها یک نام عاریتی می‌داد. سپس به سمت گروه مقابل رفته و چشم سالار آن گروه (بازنده) را می‌بست و نام یکی از حیوانات را صدا می‌زد. عضو مذکور به جلو می‌آمد و سنگ‌ها را به هم می‌زد و سپس به جای خود بازمی‌گشت؛ و سالار گروه بازنده باید تشخیص می‌داد که آن عضو کدامیک بوده‌است. هم دسته ای‌های وی فقط با ایما و اشاره فرد را به وی نشان می‌دادند. در صورت درست تشخیص دادن آن فرد از سوی سالار گروه بازنده، بازی به نفع گروه بازنده خاتمه می‌یافت و نقش دو گروه عوض می‌شد.
حسین حزین بروجردی در کتاب «تذکره حزین: دورنمایی از شهرستان بروجرد» با اشاره به انجام این بازی سنتی در بروجرد قدیم، اشاره می‌کند که پس از این که عضو سنگ‌ها را به هم می‌زد و به جای خود بازمی‌گشت همراه با بقیه اعضای گروه برنده، سرها را پائین انداخته و دست‌ها را به خاک زده و همه با هم می‌خواندند «نان خُرده، نان خُرده» به این معنا که داریم خرده نان‌های روی زمین را جمع می‌کنیم. این کار باعث یکدستی آنان و گمراه شدن سالار گروه مخاطب در تشخیص فرد سنگ زننده می‌شد (ص. ۱۹۸).
عبدالحسین آسوده